# Tilly-la-Campagne
Tilly-la-Campagne ist eine Ortschaft und eine ehemalige französische Gemeinde mit 268 (Stand: 1. Januar 2022) im Département Calvados in der Region Normandie. Sie gehörte zum Arrondissement Caen und zum Kanton Évrecy.
Mit Wirkung vom 1. Januar 2019 wurden die ehemaligen Gemeinden Rocquancourt, Hubert-Folie und Tilly-la-Campagne zur Commune nouvelle Castine-en-Plaine zusammengeschlossen und haben in der neuen Gemeinde der Status einer Commune déléguée. Der Verwaltungssitz befindet sich im Ort Rocquancourt.

## Geographie
Tilly-la-Campagne liegt etwa neun Kilometer südsüdöstlich von Caen. Umgeben wird Tilly-la-Campagne von den Nachbarorten Hubert-Folie im Norden und Nordwesten, Bourguébus im Norden und Osten, Le Castelet mit Garcelles-Secqueville im Süden und Südosten, Rocquancourt im Süden und Südwesten sowie Saint-Martin-de-Fontenay im Westen.

## Geschichte
Während der Schlacht(en) um Caen 1944 versuchten die kanadischen Truppen im Rahmen der Operation Spring, das Hochplateau zu erobern. Zwar gelang es Tilly-la-Campagne zu erobern, gleichwohl erlitten die Kanadier erhebliche Verluste. 

## Bevölkerungsentwicklung
| 1962                      | 1968 | 1975 | 1982 | 1990 | 1999 | 2006 | 2012 |
| ------------------------- | ---- | ---- | ---- | ---- | ---- | ---- | ---- |
| 79                        | 96   | 80   | 73   | 74   | 93   | 95   | 128  |
| Quelle: Cassini und INSEE |      |      |      |      |      |      |      |

## Sehenswürdigkeiten
- Kirche Saint-Denis, 1961 an der Stelle der früheren Kirche errichtet